# 117581 Devinschrader
117581 Devinschrader è un asteroide della fascia principale. Scoperto nel 2005, presenta un'orbita caratterizzata da un semiasse maggiore pari a 2,3231608 UA e da un'eccentricità di 0,1833019, inclinata di 3,28204° rispetto all'eclittica.